# GIAT 30
El GIAT 30 (ahora Nexter 30) es una serie de cañones automáticos de 30 mm creada para reemplazar a la serie DEFA 550 en las aeronaves militares francesas. 

## Historia y desarrollo
Entrando en servicio a fines de la década de 1980, el GIAT 30 es un cañón revólver con percusión eléctrica y reamartillamiento automático. Al contrario del cañón DEFA, su tambor es rotado mediante un motor eléctrico en lugar de los gases del disparo, mejorando tanto su fiabilidad como su cadencia de disparo.
España y Australia lo utilizan en el helicóptero de ataque Eurocopter Tigre.

## Variantes

### GIAT 30M 781

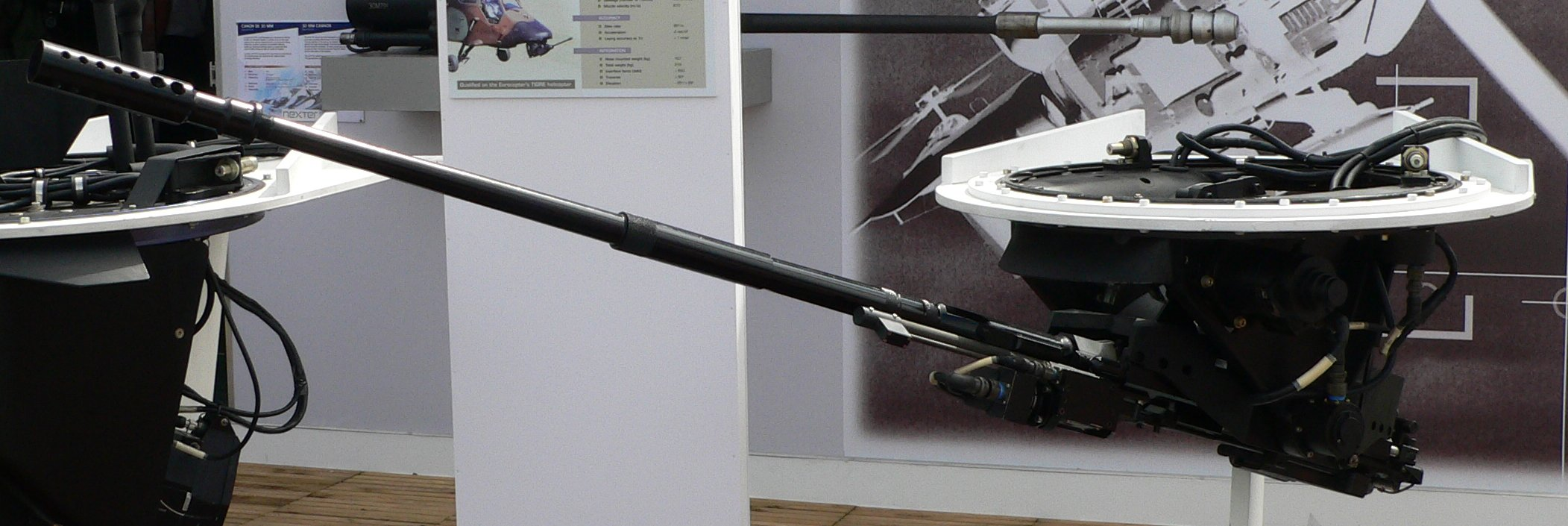
Torreta THL-30 con GIAT 30M 781 para el Eurocopter Tigre.

Destinado principalmente para su empleo a bordo de helicópteros y disponible para varios montajes fijos, contenedores de armamento y torretas. Tiene una longitud de 1,87 m y un peso total de 65 kg. Está diseñado para disparar los proyectiles 30 x 113 B, que también dispara el ADEN/DEFA. El peso del proyectil varía desde 244 g para el incendiario de alto poder explosivo, hasta 270 g para el antiblindaje incendiario de alto poder explosivo subcalibrado. Tiene una velocidad de boca de 810 m/s y una cadencia de 750 disparos/minuto.
Dado su considerable retroceso, es usualmente disparado en modo semiautomático o en ráfagas cortas. El GIAT 30M 781 es empleado a bordo del Eurocopter Tigre y también es ofertado para uso naval como parte del sistema NARWHAL.
Munición: incendiario de alto poder explosivo, semiperforante de alto poder explosivo, antiblindaje incendiario de alto poder explosivo subcalibrado, antiblindaje incendiario trazador y trazador de entrenamiento.

### GIAT 30M 791
Destinado para cazas, tales como el Dassault Rafale. Dispara una nueva gama de proyectiles 30 x 150 B de varios tipos. Tiene una velocidad de boca de 1.025 m/s, con una energía de más de 127 kJ solamente en la masa del proyectil (sin tomar en cuenta la energía de la detonación de la carga propulsora). Un selector de cadencia le permite alcanzar cadencias de 300, 600, 1.500 o 2.500 disparos/minuto. Puede disparar ráfagas largas o ráfagas cortas de 0,5 o 1 segundo.  

## Usuarios
- Francia: Rafale y Tigre
- Australia: Tigre
- Catar: Rafale
- Egipto: Rafale
- España: Tigre
- India: Rafale
- Grecia: Rafale